# Megacrania brocki
Megacrania brocki är en insektsart som beskrevs av Hsiung 2002. Megacrania brocki ingår i släktet Megacrania och familjen Phasmatidae. Inga underarter finns listade i Catalogue of Life.